# Stadion Brügglifeld
Das Stadion Brügglifeld ist ein Fussballstadion in der Schweizer Einwohnergemeinde Suhr im Kanton Aargau. Es ist die Heimstätte des Fussballclubs FC Aarau und ist derzeit für 8'450 Zuschauer (Haupttribüne mit 1'262 Sitzplätzen, Heimsektor mit Stehplätzen und Spezialsektor, 5'838 Plätze, Gästesektor mit Stehplätzen, 1'350 Plätze) zugelassen.

## Geschichte
In den ersten 22 Jahren nach der Vereinsgründung am 26. Mai 1902 trug der FC Aarau sämtliche Heimspiele im Aarauer Schachen aus. Weder Tore noch Einzäunungen oder Garderoben waren vorhanden und mussten für jedes Spiel auf- und wieder abgebaut werden. Nachdem die Ortsbürgergemeinde Aarau grünes Licht für die Errichtung eines Fussballplatzes im Brügglifeld gegeben hatte, gründeten einige Mitglieder und Freunde des FC Aarau eine Genossenschaft für die Erstellung und Finanzierung der Anlage – die heute noch bestehende Platzgenossenschaft Brügglifeld, bestehend aus rund 50 Genossenschaftern. Präsident ist seit 2012 Peter Gloor. Am 12. Oktober 1924 wurde das neu entstandene Stadion Brügglifeld mit einem Freundschaftsspiel gegen den amtierenden Schweizer Meister FC Zürich feierlich eingeweiht.
Neun Jahrzehnte später veränderte sich das Erscheinungsbild des Stadions stark. So brannte bereits am 22. September 1929 die Holztribüne im Brügglifeld komplett ab, konnte aber innert zwei Monaten wieder neu aufgebaut werden. Im Jahre 1982 wurde nach ungefähr einem Jahr Bauzeit die heute noch bestehende Haupttribüne eingeweiht. Ihr folgte in den 1990er-Jahren eine zusätzliche Tribüne aus Stahlrohren, die aber 2010 nach dem Abstieg in die Challenge League wieder zurückgebaut wurde. Die Stehrampen wurden bereits vorgängig einer Totalrenovation unterzogen, ebenfalls ersetzt wurden Rasenflächen und Drainagen sowie die Beleuchtungen, die im Laufe der Zeit den Anforderungen der Fernsehproduzenten nicht mehr genügten. Im Jahr 2003 wurde der über einige Jahre bestehende Sicherheitszaun entlang der Stehrampen von FCA-Fans abmontiert und später durch ein Fannetz ersetzt. Nur noch der Gästesektor ist aufgrund von Auflagen der Swiss Football League eingezäunt.
Seit 2002 wird um eine neue Lösung in der Stadionfrage gerungen. Ein Projekt für einen Neubau eines Stadions im Torfeld Süd Aarau wurde aber bis heute (August 2023) nicht realisiert, teils wegen Einsprachen, teils wegen mangelnder Mittel.
Damit bleibt das Stadion Brügglifeld vorläufig weiterhin in Betrieb. Es ist eine kultige Besonderheit unter den Schweizer Fussballstadien. Fussballliebhaber schätzen es, dass man hier wie früher üblich noch unmittelbar am Spielfeld stehen kann.

## Sonstiges
Das Stadion Brügglifeld befindet sich auf Gemeindegebiet von Suhr, Landbesitzerin ist jedoch die Ortsbürgergemeinde Aarau.
2020 wurde das Stadion im Hinblick auf die Einschränkungen durch die Covid-19-Pandemie temporär umgebaut.